# Orthocentrus trifasciatus
Orthocentrus trifasciatus är en stekelart som beskrevs av Walsh 1873. Orthocentrus trifasciatus ingår i släktet Orthocentrus och familjen brokparasitsteklar. Inga underarter finns listade i Catalogue of Life.